# Theodor Ringborg
William Theodor Ringborg, född 2 juni 1983, är en svensk kurator.
Theodor Ringborg har utbildat sig i konstkritik och kuratorsarbete, med en magisterexamen från Konstfack i Stockholm.
Han doktorerade 2019 i kuratorsarbete på avdelningen för "Visual Cultures" på Goldsmiths, University of London i London i Storbritannien.
Theodor Ringborg anställdes som kurator på Bonniers konsthall i Stockholm 2016 och var konstnärlig ledare 2019–2023.
Han tillträdde som vd för projektet Konsthall Tornedalen i Vitsaniemi i mars 2023.